# Quas primas
Quas primas est une lettre encyclique du pape Pie XI sur la royauté universelle de Jésus-Christ publiée le 11 décembre 1925. Par cette encyclique est instituée la célébration liturgique de la fête de Notre-Seigneur Jésus-Christ-Roi, qui est fixée au dernier dimanche d'octobre.

## Description
Le pape se dit troublé par les conflits mondiaux et propose le règne du Christ par la paix du Christ. Il rappelle la mémoire de la récente année sainte lorsque eurent lieu divers pèlerinages, canonisations et chants du Te Deum, pour le 1 600e anniversaire du concile de Nicée.
Le problème de l'athéisme public, dont la meilleure représentation est à ce moment l'Union soviétique, oblige le pontife à entrer dans une discussion sur le rapport entre le règne du Christ et le gouvernement des États temporels.
Selon Pie XI, Jésus n'est pas seulement Roi dans un sens figuratif, mais aussi dans un sens humain effectif. Les conciles de l'Église ont établi qu'il était pleinement humain et pleinement divin, et ce, dans le règne, la puissance et la gloire. Dans Jean 5.22, il est dit que le Fils, consubstantiel au Père, reçoit le pouvoir exécutif sur tout l'univers.
Le Saint-Père cite Cyrille d'Alexandrie qui déclare que ce pouvoir royal est lui-même issu de l'union hypostatique. Et selon la doctrine catholique, Jésus est à la fois Rédempteur et Législateur. Il est aussi décrit comme la source de l'ordre et de la tranquillité publique et privée.
Les titres christologiques « divin Roi », « divin Maître », « Christ-Homme » et « Christ-Dieu » viennent rappeler la doctrine de la royauté sacrée. Le souverain pontife se réjouit à propos des fêtes autour de Marie, Mère de Dieu et de l'institution du congrès eucharistique international par son prédécesseur Léon XIII.

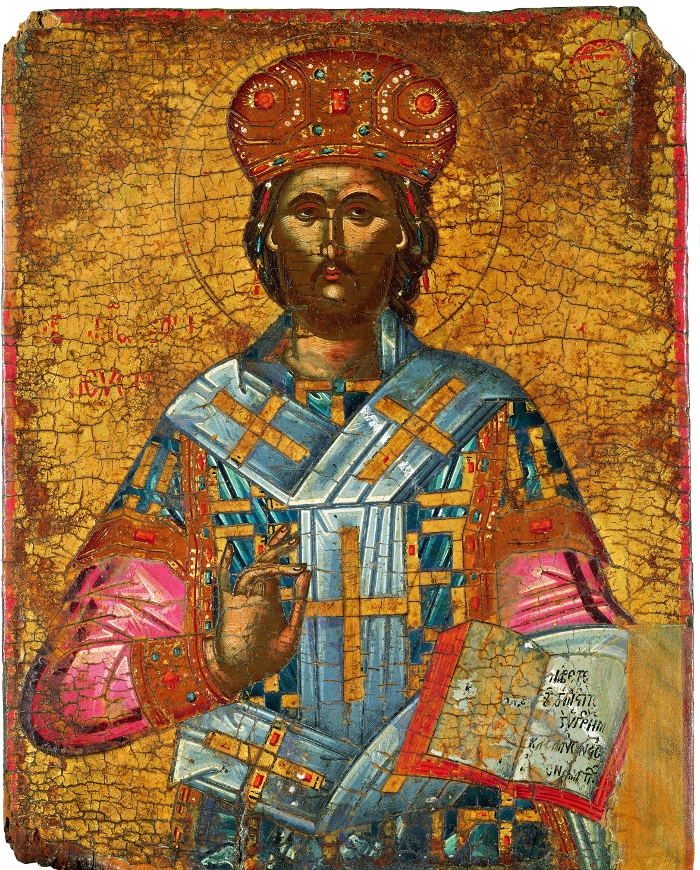
Le Christ-Roi, icône, v. 1600.

Pie XI établit un lien entre la royauté du Christ et le Saint-Sacrement : l'adoration eucharistique est, selon le magistère, une source de grâces et une excellente manière de susciter le règne du Christ. La Fête-Dieu et les célébrations autour du Sacré-Cœur ont été établies en ce sens.
L'encyclique a été expressément écrite dans le but de combattre le laïcisme. Le culte du Christ-Roi a pour objectif de s'opposer au naturalisme, au relativisme et aux formes vagues de religiosité.
L'expression « doctrine sociale » de l'Église ne trouve sa dénomination actuelle que six ans plus tard, en 1931, dans l'encyclique Quadragesimo Anno de ce même pape Pie XI.

## Textes et autorités citées dans l'encyclique
Les textes et personnes citées par le pontife sont Ubi arcano, l'Épître aux Éphésiens, le livre de Daniel, le livre des Nombres, le livre des Psaumes, le livre d'Isaïe, le livre de Jérémie, le livre de Zacharie, l'Évangile selon Matthieu, l'Épître aux Hébreux, les Épîtres aux Corinthiens, Cyrille d'Alexandrie, la Première épître de Pierre, Denzinger, Annum sacrum, l'Épître aux Colossiens et l'Épître aux Romains